# Unione Sportiva Avellino 2004-2005
Questa pagina raccoglie i dati riguardanti l'Unione Sportiva Avellino nelle competizioni ufficiali della stagione 2004-2005.

## Piazzamenti
Serie C1: 2º nel girone B, vince i playoff contro il Napoli
Coppa Italia: Primo turno
Coppa Italia Serie C: Quarti di finale

## Stagione
Dopo la retrocessione in Serie C1, arriva per l'Avellino il pronto riscatto, con il ritorno immediato in Serie B, grazie al secondo posto ottenuto con 64 punti alle spalle dell'imprendibile Rimini che ha vinto il campionato con 70 punti. Ma grazie anche alla vittoria nei Playoff, vinti superando nella doppia semifinale la Reggiana e nella doppia finale il Napoli. Alla guida della squadra irpina ci sono stati prima Antonello Cuccureddu, esonerato a poche giornate dalla fine, dalla 29ª giornata gli è subentrato Francesco Oddo. In campionato i biancoverdi hanno raccolto 31 punti nel girone di andata, e 33 nel girone di ritorno, dominato dal ritorno del Napoli, giunto terzo con 61 punti. Nella Coppa Italia Tim Cup l'Avellino disputa il girone 7 di qualificazione, vinto dalla Salernitana. Nella Coppa Italia di Serie C nei sedicesimi gli irpini hanno eliminato la Torres, negli ottavi hanno eliminato il Manfredonia, mentre nei quarti sono stati superati dall'Acireale.

## Organigramma societario
Presidente: Marco Pugliese
Allenatori: Antonello Cuccureddu, poi Francesco Oddo dal 10 aprile 2005.

## Rosa
| N. |                   | Ruolo | Calciatore         |
| -- | ----------------- | ----- | ------------------ |
|    | Italia (bandiera) | P     | Domenico Cecere    |
|    | Italia (bandiera) | P     | Antonio Musella    |
|    | Italia (bandiera) | D     | Raffaele Ametrano  |
|    | Italia (bandiera) | D     | Leo Criaco         |
|    | Italia (bandiera) | D     | Alessio D'Andrea   |
|    | Italia (bandiera) | D     | Vincenzo Moretti   |
|    | Italia (bandiera) | D     | Rudy Nicoletto     |
|    | Italia (bandiera) | D     | Simone Paolo Puleo |
|    | Italia (bandiera) | D     | Gaetano Vastola    |
|    | Italia (bandiera) | C     | Daniele Cinelli    |
|    | Italia (bandiera) | C     | Vincenzo Fusco     |
|    | Italia (bandiera) | C     | Carmine Leone      |

| N. |                    | Ruolo | Calciatore            |
| -- | ------------------ | ----- | --------------------- |
|    | Italia (bandiera)  | C     | Francesco Millesi     |
|    | Brasile (bandiera) | C     | Fábio César Montezine |
|    | Italia (bandiera)  | C     | Giuseppe Morfù        |
|    | Italia (bandiera)  | C     | Diego Palermo         |
|    | Italia (bandiera)  | C     | Vincenzo Platone      |
|    | Italia (bandiera)  | C     | Vincenzo Riccio       |
|    | Brasile (bandiera) | C     | Ronaldo Vanin         |
|    | Italia (bandiera)  | C     | Fabio Visone          |
|    | Italia (bandiera)  | A     | Raffaele Biancolino   |
|    | Italia (bandiera)  | A     | Felice Evacuo         |
|    | Italia (bandiera)  | A     | Stefano Ghirardello   |
|    | Italia (bandiera)  | A     | Massimo Rastelli      |

## Risultati

### Campionato

#### Girone di andata
| Arbitro: | Zanardo (Conegliano) |

|                              |           |            |
| Moretti 15’ Millesi 26’, 85’ | Marcatori | 58’ Soncin |

| Arbitro: | Giglioni (Siena) |

|                    |           |                                 |
| Cozzolino 36’, 63’ | Marcatori | 52’, 87’ Ghirardello 76’ Evacuo |

| Arbitro: | Mannella (Avezzano) |

|                             |           |  |
| Millesi 45+1’ Moretti 90+5’ | Marcatori |  |

| Arbitro: | Velotto (Grosseto) |

|                |           |  |
| Ban 59’ (rig.) | Marcatori |  |

| Arbitro: | Lops (Torino) |

|                             |           |  |
| Puleo 45+1’ Ghirardello 55’ | Marcatori |  |

| Napoli 17 ottobre 2004 6ª giornata | Napoli         | 0 – 0 | Avellino | Stadio San Paolo\| Arbitro: \| Marelli (Como) \| |
| Arbitro:                           | Marelli (Como) |       |          |                                                  |

| Avellino 24 ottobre 2004 7ª giornata | Avellino    | 0 – 0 | Reggiana | Stadio Partenio\| Arbitro: \| Celi (Bari) \| |
| Arbitro:                             | Celi (Bari) |       |          |                                              |

| Arbitro: | Gava (Conegliano) |

|            |           |               |
| Molino 13’ | Marcatori | 5’ Girardello |

| Arbitro: | Damato (Barletta) |

|                               |           |          |
| Millesi 26’, 76’ Rastelli 85’ | Marcatori | 1’ Greco |

| San Benedetto del Tronto 14 novembre 2004 10ª giornata | Sambenedettese | 0 – 0 | Avellino | Stadio Riviera delle Palme\| Arbitro: \| Ciampi (Roma) \| |
| Arbitro:                                               | Ciampi (Roma)  |       |          |                                                           |

| Arbitro: | Scoditti (Bologna) |

|                                          |           |  |
| Ghirardello 17’ (rig.), 58’ Evacuo 90+2’ | Marcatori |  |

| Teramo 28 novembre 2004 12ª giornata | Teramo        | 0 – 0 | Avellino | Stadio Comunale\| Arbitro: \| Lops (Torino) \| |
| Arbitro:                             | Lops (Torino) |       |          |                                                |

| Arbitro: | Zanzi (Lugo di Romagna) |

|          |           |  |
| Morfù 6’ | Marcatori |  |

| Arbitro: | Marelli (Como) |

|             |           |                        |
| Docente 13’ | Marcatori | 61’ (rig.) Ghirardello |

| Arbitro: | Herberg (Messina) |

|                             |           |  |
| Ghirardello 62’ Moretti 64’ | Marcatori |  |

| Arbitro: | Gervasoni (Mantova) |

|               |           |            |
| Ferraresi 67’ | Marcatori | 69’ Evacuo |

| Arbitro: | Salati (Trento) |

|                 |           |                       |
| Ghirardello 51’ | Marcatori | 70’ Selva 80’ Sadotti |

#### Girone di ritorno
| Arbitro: | Orsato (schio) |

|  |           |            |
|  | Marcatori | 43’ Evacuo |

| Arbitro: | Scoditti (Bologna) |

|                          |           |  |
| Vastola 35’ Evacuo 90+4’ | Marcatori |  |

| Arbitro: | Brunialti (Trento) |

|  |           |                        |
|  | Marcatori | 42’ (rig.) Ghirardello |

| Arbitro: | Herberg (Messina) |

|                                            |           |                           |
| Biancolino 30’, 34’ Moretti 65’ Evacuo 74’ | Marcatori | 45+3’ Mounard 54’ Cellini |

| Arbitro: | Damato (Barletta) |

|  |           |                   |
|  | Marcatori | 90+3’ Ghirardello |

| Arbitro: | Ciampi (Roma) |

|                             |           |  |
| Rastelli 76’ Biancolino 81’ | Marcatori |  |

| Arbitro: | Gervasoni (Mantova) |

|                  |           |                      |
| Giandomenico 11’ | Marcatori | 90+3’ (rig.) Moretti |

| Arbitro: | Gava (Conegliano) |

|              |           |                           |
| Evacuo 90+5’ | Marcatori | 74’ Imbriani 79’ Colletto |

| Arbitro: | Ciampi (Roma) |

|                                          |           |                          |
| G. Greco 44’ Ginestra 52’ A. Maniero 70’ | Marcatori | 77’ Montezine 79’ Evacuo |

| Arbitro: | Orsato (Schio) |

|                                   |           |                |
| Moretti 54’ (rig.) Biancolino 90’ | Marcatori | 62’ G. Zanetti |

| Arbitro: | Herberg (Messina) |

|               |           |  |
| Cardascio 27’ | Marcatori |  |

| Arbitro: | Zanzi (Lugo di Romagna) |

|             |           |  |
| Millesi 87’ | Marcatori |  |

| Arbitro: | Giglioni (Siena) |

|                        |           |                          |
| Guariniello 58’ (rig.) | Marcatori | 26’ Rastelli 77’ Millesi |

| Arbitro: | Damato (Barletta) |

|             |           |               |
| Millesi 76’ | Marcatori | 54’ Ricchiuti |

| Arbitro: | Pierpaoli (Firenze) |

|                                         |           |                            |
| Criaco 44’ (aut.) Ceccobelli 57’ (rig.) | Marcatori | 6’ Rastelli 42’ Biancolino |

| Arbitro: | Gervasoni (Mantova) |

|             |           |  |
| Millesi 26’ | Marcatori |  |

| Arbitro: | Giglioni (Siena) |

|                                                         |           |             |
| Selva 9’, 16’ (rig.), 50’ M. Altobelli 64’ La Canna 72’ | Marcatori | 79’ Millesi |

### Play-off

#### Semifinale
| Arbitro: | Lops (Torino) |

|              |           |                     |
| De Vezze 63’ | Marcatori | 52’, 56’ Biancolino |

| Arbitro: | Orsato (Schio) |

|                            |           |                        |
| Ghirardello 2’ Moretti 41’ | Marcatori | 24’, 33’ (rig.) Lauria |

#### Finale
| Napoli 12 giugno 2005 Andata | Napoli            | 0 – 0 | Avellino | Stadio San Paolo\| Arbitro: \| Gava (Conegliano) \| |
| Arbitro:                     | Gava (Conegliano) |       |          |                                                     |

| Arbitro: | Marelli (Como) |

|                                   |           |          |
| Biancolino 38’ Moretti 47’ (rig.) | Marcatori | 72’ Sosa |

### Coppa Italia Tim Cup

#### Girone 7
| Arbitro: | Girardi (San Donà di Piave) |

|               |           |                              |
| Cinelli 45+2’ | Marcatori | 3’, 8’ Benjamin 6’ Palladino |

| Arbitro: | P.S. Mazzoleni (Bergamo) |

|                   |           |              |
| Corona 39’ (rig.) | Marcatori | 28’ Rastelli |

| Arbitro: | Cassarà (Palermo) |

|                                            |           |                 |
| O. Russo 37’ Ferrante 41’ (rig.) Bruno 66’ | Marcatori | 55’ Ghirardello |